# Carola Biedermannová
Carola Biedermannová, rozená Zeyerová (18. října 1947 Praha – 2. února 2008 tamtéž), byla česká právnička a spisovatelka.

## Životopis
V roce 1970 úspěšně zakončila studium na právnické fakultě Univerzity Karlovy. Následně pracovala jako právnička v podniku Tesla Karlín a dále ve funkci mzdového metodika Generální prokuratury.
Od konce 80. let 20. století publikovala časopisecky povídky se sci-fi tematikou. V roce 1992 knižně debutovala steampunkovým románem Ti, kteří létají. V témže roce vydala sci-fi novelu Stupeň tvrdosti 11 a v roce 1995 fantasy román Země šílených bohů.
Byla aktivní členkou Československého fandomu. Pro Klub Julese Vernea korigovala časopis Poutník, později zastávala post redaktorky časopisu Nemesis.
Biedermannová byla významnou představitelkou porevolučního feminismu. V roce 1992 vydala sbírku feministických esejů Mstivá kantiléna aneb Rigor magoris aneb Feministický nářez, na kterou v roce 1995 navázala titulem Lítostivá kantiléna čili Muži se diskriminují sami aneb Pes a jeho hůl.
V roce 1994 Biedermannová vydala autobiografickou knihu Těžký život Kašparovy krávy aneb Ve stavu ohrožení.
V roce 2008 získala posmrtně Cenu Karla Čapka za svoji „publikační, redaktorskou a přednáškovou činnost a rovněž za lektorství literárního SF&F workshopu.“ Cenu za ni přebíral bývalý manžel Petr Biedermann.